# يفغين سيفاكين
يفغين سيفاكين (بالأوكرانية: Сивокінь Євген Якович) من مواليد (7 مايو 1937، كييف، جمهورية أوكرانيا الاشتراكية السوفيتية) مخرج أفلام رسوم متحركة. حاصل على العديد من جوائز المهرجانات السوفيتية والأوكرانية والدولية. تتلمذ على يده أغلب المخرجين الأوكرانيين الحاليين
```
مؤلف كتاب  "If You Love Animation"(1985)
```

## افلام من اخراجة
- 1966: شظايا
- 1968: الرجل القادر على الطيران
- 1970: حكاية وحيد القرن الجيد
- 1971: اسم جيد
- 1971: من البداية إلى النهاية
- 1973: كسر
- 1973 الرجل والكلمة
- 1974: حكاية رقاقات الثلج البيضاء
- 1976: الباب
- 1977: مغامرات فاكولا
- 1979: الكسل
- 1979: تعديل وزاري
- 1980: جرعة الحب السرية
- 1981: نجم سيئ الحظ
- 1983: الخشب والقط
- 1984: لمحة
- 1985: غير مكتوب
- 1987: نافذة
- 1989: لماذا العم جاك يعرج
- 1992: حلم سفيتلا
- 2005: الطرق الثلجية ...